# Piet Keizer
Petrus Johannes „Piet” Keizer (ur. 14 czerwca 1943 w Amsterdamie, zm. 10 lutego 2017 tamże) – holenderski piłkarz, grający na pozycji lewoskrzydłowego lub napastnika. Z reprezentacją Holandii, w której barwach rozegrał 34 mecze, zdobył wicemistrzostwo świata w 1974. Przez piętnaście lat był zawodnikiem Ajaksu Amsterdam. Sześciokrotnie triumfował z nim w rozgrywkach o mistrzostwo kraju i trzykrotnie w Pucharze Mistrzów.

## Sukcesy piłkarskie
- mistrzostwo Holandii 1966, 1967, 1968, 1970, 1972 i 1973
- Puchar Holandii 1970, 1971 i 1972
- Puchar Mistrzów 1967, 1971, 1972 i 1973
- finał Pucharu Mistrzów 1969
- Superpuchar Europy 1972 i 1973
- Puchar Interkontynentalny 1972 z Ajaksem Amsterdam

W barwach Ajaksu Amsterdam rozegrał 365 meczów i strzelił 146 goli.
W reprezentacji Holandii od 1962 do 1974 roku rozegrał 34 mecze i strzelił 11 goli – wicemistrzostwo świata 1974.

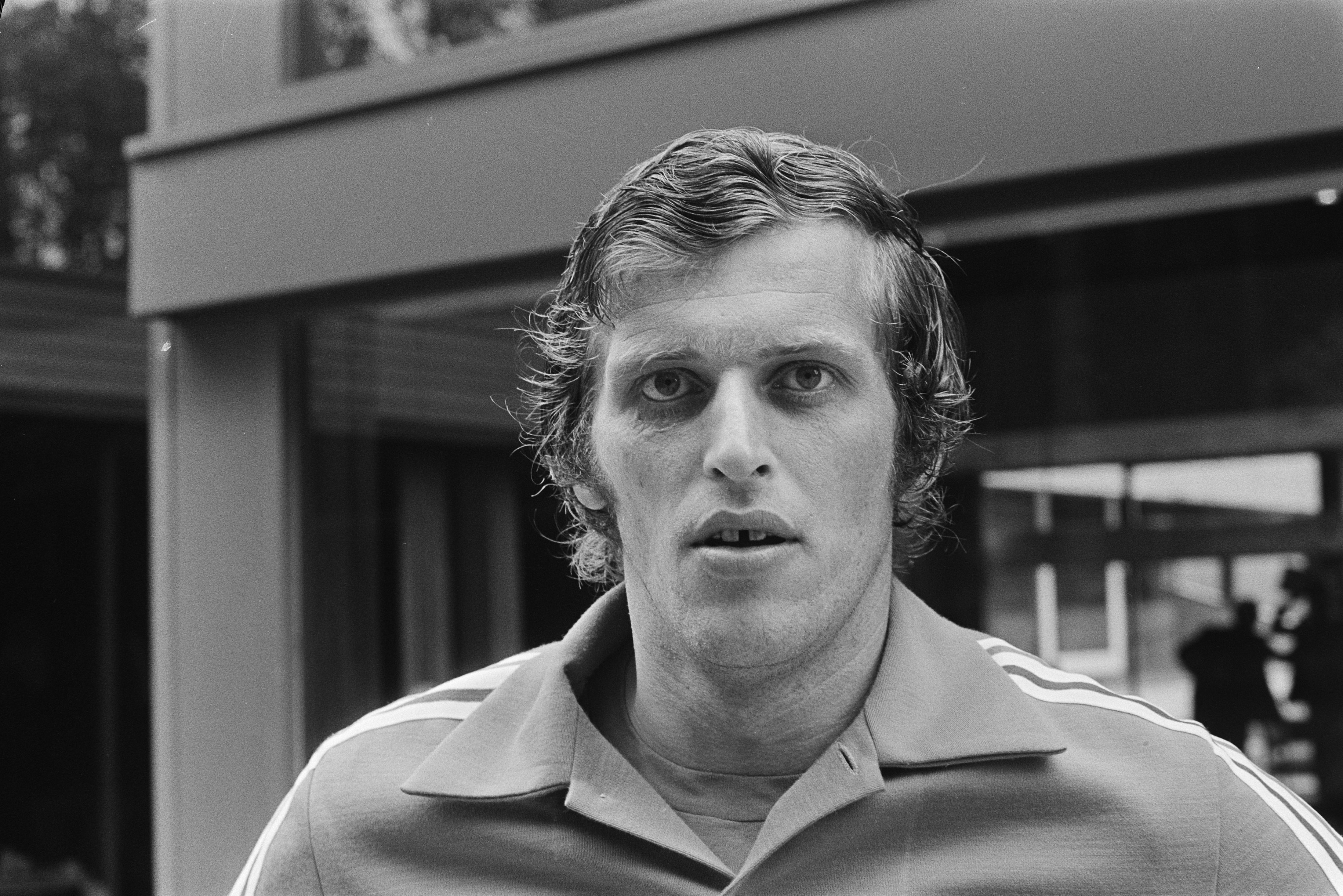
Piet Keizer, 1974